# Hypericum diosmoides
Hypericum diosmoides är en johannesörtsväxtart som beskrevs av August Heinrich Rudolf Grisebach. Hypericum diosmoides ingår i släktet johannesörter, och familjen johannesörtsväxter. Inga underarter finns listade i Catalogue of Life.